# Minium
Minium, deutsch Mennige oder veraltet Mennig, ist ein eher selten vorkommendes Mineral aus der Mineralklasse der „Oxide und Hydroxide“. Es kristallisiert im tetragonalen Kristallsystem mit der chemischen Zusammensetzung Pb4+Pb2+2O4 und ist damit chemisch gesehen Blei(II,IV)-oxid.
Minium entwickelt nur mikroskopisch kleine Kristalle und findet sich in der Natur ausschließlich in Form derber oder erdiger Massen und pulvriger Anflüge von hellroter bis bräunlichroter Farbe bei gelboranger Strichfarbe.

## Etymologie und Geschichte
Bereits in antiker Zeit war das Mineral den Römern bekannt, die ihm seinen Namen gaben. So kommt der Begriff ‚Miniaturmalerei‘ ebenfalls von Minium aufgrund der häufigen Verwendung von Zinnoberfarben und nicht von klein, wie es oft irrtümlich angenommen wird.
Lateinisch minium stammt wahrscheinlich aus dem Iberischen. Im deutschsprachigen Raum wurde es im Laufe des Mittelalters zu minio (althochdeutsch), minig (mittelhochdeutsch), meny, menye, mynge, minge, mini, minig, meinig, menig, menige, menninge (frühneuhochdeutsch) eingedeutscht.
Systematisch beschrieben wurde Minium erstmals 1806 von James Smithson. Er berichtete darüber in einem Brief an Joseph Banks aus Kassel, gab den genauen Fundort jedoch nicht an.

## Klassifikation
Bereits in der veralteten 8. Auflage der Mineralsystematik nach Strunz gehörte der Minium zur Mineralklasse der „Oxide und Hydroxide“ und dort zur Abteilung der „Verbindungen mit M3O4- und verwandte Verbindungen“, wo er zusammen mit Schafarzikit und Trippkeit die „Trippkeit-Reihe“ mit der System-Nr. IV/B.03 bildete.
Im Lapis-Mineralienverzeichnis nach Stefan Weiß, das sich aus Rücksicht auf private Sammler und institutionelle Sammlungen noch nach dieser alten Form der Systematik von Karl Hugo Strunz richtet, erhielt das Mineral die System- und Mineral-Nr. IV/B.06-50. In der „Lapis-Systematik“ entspricht dies der Klasse der „Oxide und Hydroxide“ und dort der Abteilung „Oxide mit [dem Stoffmengen]Verhältnis Metall zu Sauerstoff = 3 : 4 (Spinelltyp M3O4 und verwandte Verbindungen)“, wo Minium zusammen mit Apuanit, Kusachiit, Schafarzikit und Versiliait eine eigenständige, aber unbenannte Gruppe bildet (Stand 2018).
Die seit 2001 gültige und von der International Mineralogical Association (IMA) bis 2009 aktualisierte 9. Auflage der Strunz’schen Mineralsystematik ordnet den Minium ebenfalls in die Abteilung der „[Oxide mit dem Stoffmengenverhältnis] Metall : Sauerstoff = 3 : 4 und vergleichbare“ ein. Diese ist allerdings weiter unterteilt nach der relativen Größe der beteiligten Kationenc, so dass das Mineral entsprechend seiner Zusammensetzung in der Unterabteilung „Mit ausschließlich großen Kationen“ zu finden ist, wo es als einziges Mitglied die unbenannte Gruppe 4.BD.05 bildet.
Auch die vorwiegend im englischen Sprachraum gebräuchliche Systematik der Minerale nach Dana ordnet den Minium in die Klasse der „Oxide und Hydroxide“ und dort in die Abteilung der „Mehrfache Oxide“ ein. Hier ist er als einziges Mitglied in der unbenannten Gruppe 07.02.08 innerhalb der Unterabteilung „Mehrfache Oxide (A+B2+)2X4, Spinellgruppe“ zu finden.

## Kristallstruktur
Minium kristallisiert im tetragonal in der Raumgruppe P42/mbc (Raumgruppen-Nr. 135) mit den Gitterparametern a = 8,811 Å und c = 6,563 Å sowie 4 Formeleinheiten pro Elementarzelle. Zu beachten ist, dass Minium kein Mischoxid, sondern ein Blei(II)-orthoplumbat ist.

## Bildung und Fundorte

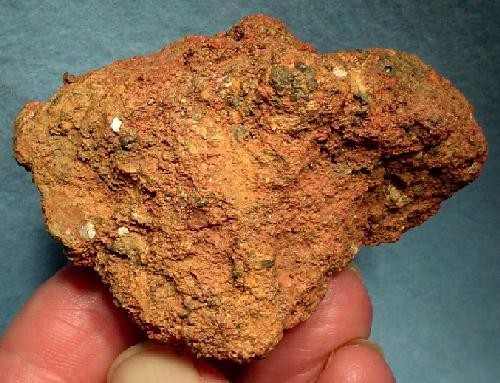
Handstück mit hellrotem Minium und gediegen Blei in Matrix aus Cedar City (Utah), USA (Größe: 6,5 cm × 5,0 cm × 4,0 cm)

Minium bildet sich als Sekundärmineral in einigen stark verwitterten (oxidierten) Blei-Lagerstätten. Häufig sind wahrscheinlich Feuer in den Minen für die Bildung verantwortlich. Es ist vergesellschaftet mit Galenit, Cerussit, Massikot, Lithargit, Blei, Wulfenit und Mimetesit.
Als eher seltene Mineralbildung kann Minium an verschiedenen Fundorten zum Teil zwar reichlich vorhanden sein, insgesamt ist er aber wenig verbreitet. Bisher (Stand 2015) gelten rund 260 Fundorte als bekannt.
In Deutschland trat Minium unter anderem in mehreren Gruben bei Sehringen, Bleibach bei Gutach im Breisgau, Gengenbach, Hausach und Aitern im Schwarzwald in Baden-Württemberg; in einem Dolomit-Steinbruch bei Altenmittlau, in der Grube Alter Mann & Roter Küppel bei Langhecke und der Grube Mehlbach bei Laubuseschbach in Hessen; in einigen Gruben der Bergbaugebiete Sankt Andreasberg und Clausthal-Zellerfeld im niedersächsischen Harz; in mehreren Bergwerken im Niederbergischen Land sowie im Sauer- und Siegerland in Nordrhein-Westfalen; in einigen Gruben und kleineren Fundpunkten in der rheinland-pfälzischen Eifel; in der Grube Giepenbach bei Trautenstein in Sachsen-Anhalt und der Grube Heilige Dreifaltigkeit bei Zschopau im sächsischen Erzgebirge zutage.
In Österreich fand man das Mineral bisher nur in Gesteinsproben, die beim Tunnelbau der Autobahn 10 nahe Kellerberg in Kärnten anfielen, auf einigen Schlackenhalden im Gebiet Kolm-Saigurn im Hüttwinkltal (Talschluss des hinteren Raurisertals, Hohe Tauern) in Salzburg und auf der Silberleithe in der Tiroler Gemeinde Biberwier (Lechtaler Alpen).
In der Schweiz kennt man Minium bisher nur vom Ponte Aranno in der Gemeinde Novaggio im Kanton Tessin, aus Les Trappistes in der Gemeinde Sembrancher und aus der Grube Crettaz am Mont Chemin bei Martigny im Kanton Wallis.
Weitere Fundorte liegen unter anderem in Australien, Belgien, Bolivien, Bulgarien, Chile, China, Frankreich, Gabun, Griechenland, Iran, Italien, Kanada, Marokko, Mexiko, Namibia, Neuseeland, Norwegen, Russland, Schweden, der Slowakei, Slowenien, Spanien, Südafrika, Südkorea, Tschechien, Turkmenistan, Ungarn, im Vereinigten Königreich (England, Schottland, Wales) und den Vereinigten Staaten von Amerika (Arizona, Colorado, Connecticut, Idaho, Kalifornien, Missouri, Montana, Nevada, New Hampshire, New Mexico, New York, Utah, Virginia, Wisconsin).
Bei vielen der Fundorte bestehen allerdings Zweifel an der natürlichen Entstehung von Minium, da sich das Mineral auch beim Rösten von Bleierzen bildet, das heißt, es entsteht oft als Nebenprodukt in Schlacken von Bleihütten.

## Verwendung
Aufgrund seiner intensiven Farbe wurde Minium seit der Antike als Rotpigment verwendet (siehe auch →Blei(II,IV)-oxid). Wegen seiner Giftigkeit wird es heute allerdings nicht mehr verwendet. In der europäischen Ölmalerei findet man es weniger häufig als das andere rote Pigment Zinnober. Zwei bekannte und überzeugende Beispiele für die Verwendung von Minium sind Albrecht Dürers, "Jungfrau und Kind mit St Anna", 1519 und "La Coiffure" von Edgar Degas, etwa 1896.